# 안나 막달레나를 위한 음악수첩

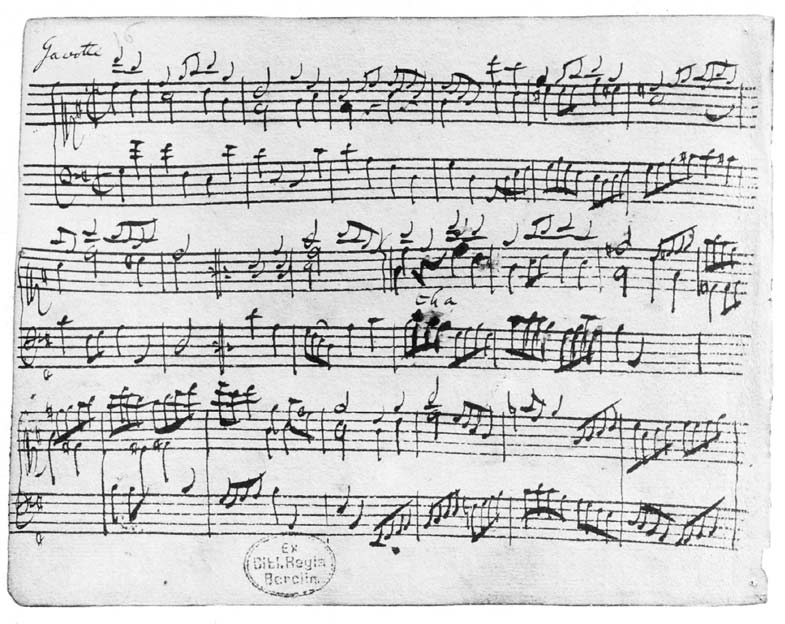
안나 막달레나를 위한 음악수첩 중 한 페이지

안나 막달레나 바흐를 위한 음악수첩(Notenbüchlein für Anna Magdalena Bach)은 독일의 바로크 작곡가 요한 세바스티안 바흐가 자신의 두 번째 아내 안나 막달레나에게 선물한 두 권의 자필 악보책이다. 악보 중 다수는 건반악기 용 곡이며, 몇 개의 성악곡도 있다.

## 1722년 수첩
1722년에 쓰여졌다. 총 25장이며, 이는 원래 크기의 3분의 1이라고 추정된다. 나머지 부분은 어디에 있는지 알려져 있지 않다.
표지에는 안나 막달레나의 손으로 'Clavier-Büchlein vor Anna Magdalena Bach in ANNO 1722'라고 씌여져 있으며, 이유는 알 수 없으나 바흐는 제목의 밑에 신학자 아우구스트 파이퍼의 책 세권의 제목을 써놓았다.

## 1725년 수첩
1725년에 쓰여졌다. 1722년 수첩보다 크기가 크고 더 풍부하게 장식되어있다. 이 수첩의 대다수는 안나 막달레나가 직접 필기했으며, 간혹 바흐의 두 아들이 쓴 것도 있다. 내용 상으로는 1722년 수첩과 달리 바흐 외의 작곡가들의 작품도 다수 들어있다.